# Équilly
Équilly est une commune française, située dans le département de la Manche en région Normandie, peuplée de 194 habitants.
Elle fait partie des villages labellisés Village patrimoine, qui œuvrent à mettre en avant leurs patrimoines matériels et/ou immatériels (historique, culturel, naturel, architectural, etc.).

## Géographie

### Hydrographie
La commune est située dans le bassin Seine-Normandie. Elle est drainée par le Doucoeur, le cours d'eau 01 de la commune de Folligny, le cours d'eau 01 de la Querterie, le cours d'eau 01 de la Rosserie, le cours d'eau 01 de Quertier, le cours d'eau 01 du Rault Bidel, le cours d'eau 01 du Village au Chemin, le cours d'eau 02 de la Pichardière et le Nelet,,.

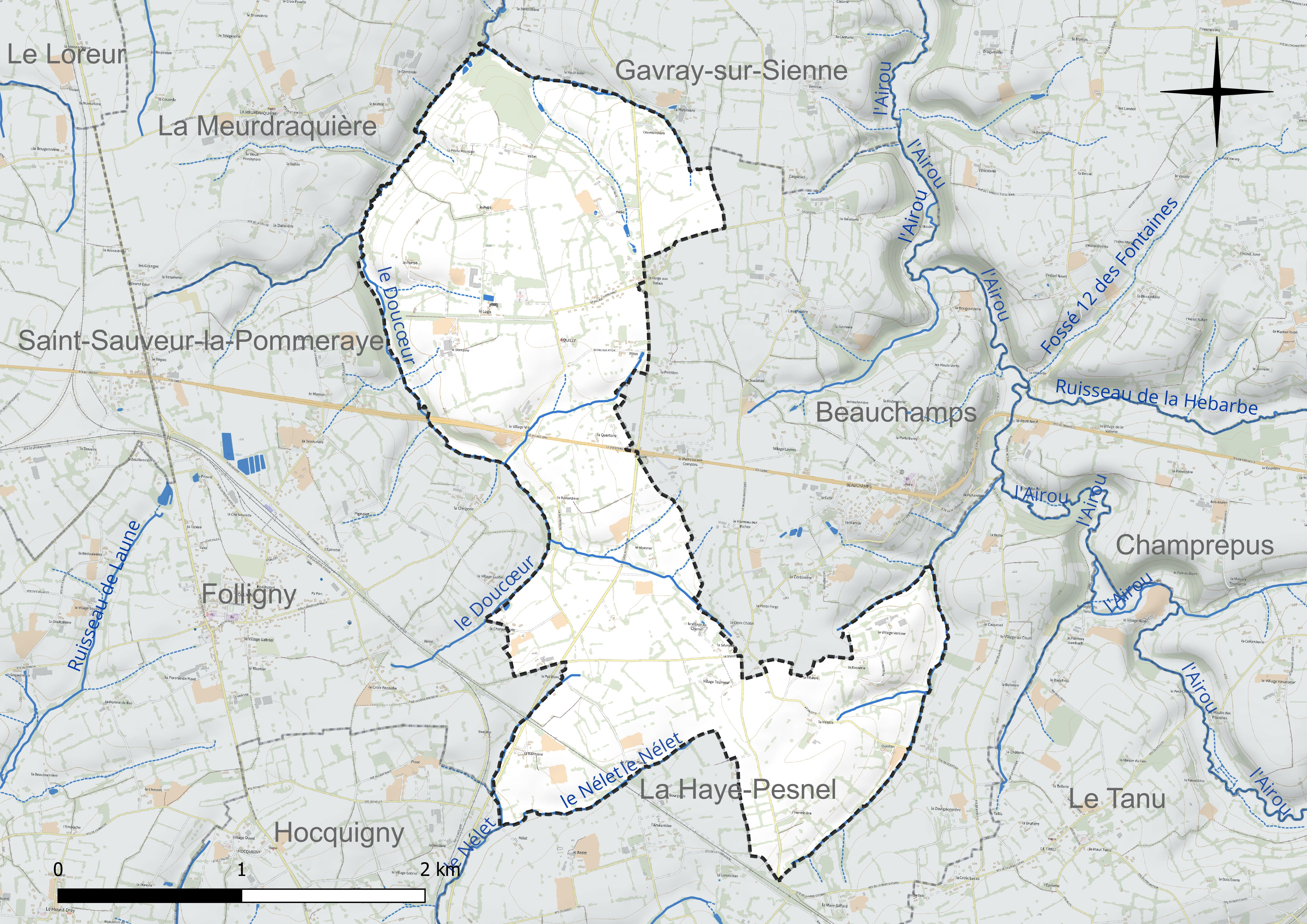
Réseau hydrographique d'Équilly.

### Climat
Pour des articles plus généraux, voir Climat de la Normandie et Climat de la Manche.
En 2010, le climat de la commune est de type climat océanique franc, selon une étude du CNRS s'appuyant sur une série de données couvrant la période 1971-2000. En 2020, Météo-France publie une typologie des climats de la France métropolitaine dans laquelle la commune est exposée à un climat océanique et est dans la région climatique « Normandie (Cotentin, Orne) » et « Bretagne orientale et méridionale, Pays nantais, Vendée »0. Parallèlement le GIEC normand, un groupe régional d’experts sur le climat, différencie quant à lui, dans une étude de 2020, trois grands types de climats pour la région Normandie, nuancés à une échelle plus fine par les facteurs géographiques locaux. La commune est, selon ce zonage, exposée à un « climat maritime », correspondant au Cotentin et à l'ouest du département de la Manche, frais, humide et pluvieux, où les contrastes pluviométrique et thermique sont parfois très prononcés en quelques kilomètres quand le relief est marqué.
Pour la période 1971-2000, la température annuelle moyenne est de 10,7 °C, avec une amplitude thermique annuelle de 12,1 °C. Le cumul annuel moyen de précipitations est de 1 019 mm, avec 14,2 jours de précipitations en janvier et 9,4 jours en juillet. Pour la période 1991-2020, la température moyenne annuelle observée sur la station météorologique la plus proche, située sur la commune de Longueville à 12 km à vol d'oiseau, est de 11,9 °C et le cumul annuel moyen de précipitations est de 802,4 mm,. Pour l'avenir, les paramètres climatiques de la commune estimés pour 2050 selon différents scénarios d’émission de gaz à effet de serre sont consultables sur un site dédié publié par Météo-France en novembre 2022.

## Urbanisme

### Typologie
Au 1er janvier 2024, Équilly est catégorisée commune rurale à habitat très dispersé, selon la nouvelle grille communale de densité à sept niveaux définie par l'Insee en 2022.
Elle est située hors unité urbaine. Par ailleurs la commune fait partie de l'aire d'attraction de Granville, dont elle est une commune de la couronne,. Cette aire, qui regroupe 34 communes, est catégorisée dans les aires de moins de 50 000 habitants,.

### Occupation des sols
L'occupation des sols de la commune, telle qu'elle ressort de la base de données européenne d’occupation biophysique des sols Corine Land Cover (CLC), est marquée par l'importance des territoires agricoles (97 % en 2018), une proportion identique à celle de 1990 (97 %). La répartition détaillée en 2018 est la suivante : prairies (61,4 %), terres arables (22,9 %), zones agricoles hétérogènes (12,7 %), forêts (3 %). L'évolution de l’occupation des sols de la commune et de ses infrastructures peut être observée sur les différentes représentations cartographiques du territoire : la carte de Cassini (XVIIIe siècle), la carte d'état-major (1820-1866) et les cartes ou photos aériennes de l'IGN pour la période actuelle (1950 à aujourd'hui).

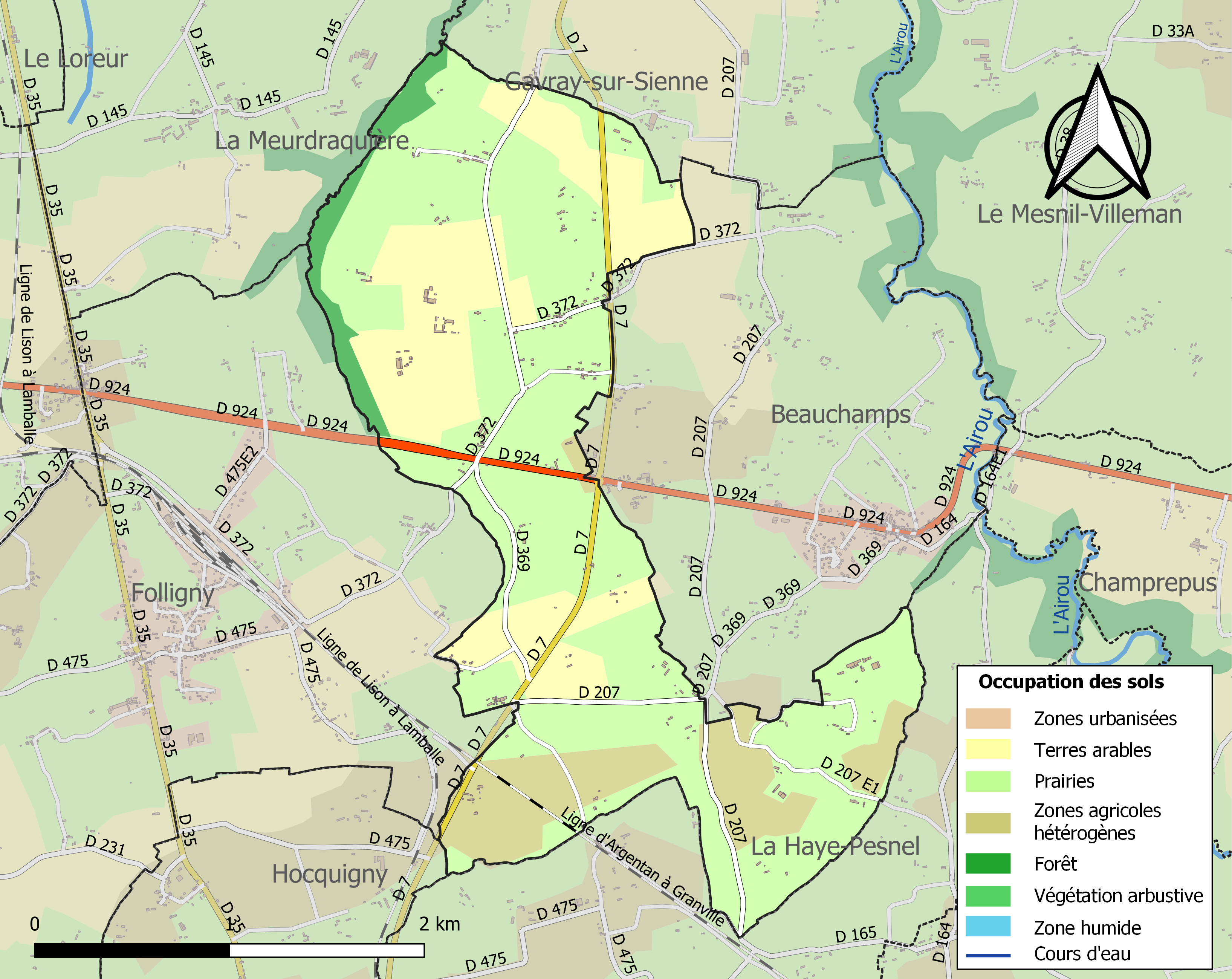
Carte des infrastructures et de l'occupation des sols de la commune en 2018 (CLC).

## Toponymie
Le nom de la localité est attesté sous les formes Esquilleyo en 1082, Aquilie vers 1280, Esquileyum sans date.
Le gentilé est Equillais.

## Histoire
Robert de Mortain donna Équilly au chapitre des chanoines de Mortain. La seigneurie appartenait au marquisat d'Auvers.
G. de Helquilly et J. d'Esquilly (XVe siècle) faisaient partie des 119 chevaliers défenseurs du Mont-Saint-Michel.
Lors de la Révolution, Eustache Vasse du Perron (1751-1809), né à Équilly et curé de la paroisse, prêta serment avant de se rétracter, et fut emprisonné pendant deux ans à l'île de Ré.

## Politique et administration
| Période                                  | Période   | Identité        | Étiquette | Qualité                |
| ---------------------------------------- | --------- | --------------- | --------- | ---------------------- |
| 1968                                     | mars 2001 | Louis Herpin    |           |                        |
| mars 2001                                | En cours  | Claire Rousseau | SE        | Déléguée communautaire |
| Les données manquantes sont à compléter. |           |                 |           |                        |

## Démographie
L'évolution du nombre d'habitants est connue à travers les recensements de la population effectués dans la commune depuis 1793. Pour les communes de moins de 10 000 habitants, une enquête de recensement portant sur toute la population est réalisée tous les cinq ans, les populations de référence des années intermédiaires étant quant à elles estimées par interpolation ou extrapolation. Pour la commune, le premier recensement exhaustif entrant dans le cadre du nouveau dispositif a été réalisé en 2008.
En 2022, la commune comptait 194 habitants, en stagnation par rapport à 2016 (Manche : −0,31 %, France hors Mayotte : +2,11 %).
| 1793 | 1800 | 1806 | 1821 | 1831 | 1836 | 1841 | 1846 | 1851 |
| ---- | ---- | ---- | ---- | ---- | ---- | ---- | ---- | ---- |
| 574  | 391  | 573  | 587  | 575  | 525  | 530  | 533  | 520  |

| 1856 | 1861 | 1866 | 1872 | 1876 | 1881 | 1886 | 1891 | 1896 |
| ---- | ---- | ---- | ---- | ---- | ---- | ---- | ---- | ---- |
| 508  | 520  | 463  | 440  | 390  | 364  | 335  | 328  | 330  |

| 1901 | 1906 | 1911 | 1921 | 1926 | 1931 | 1936 | 1946 | 1954 |
| ---- | ---- | ---- | ---- | ---- | ---- | ---- | ---- | ---- |
| 309  | 303  | 293  | 246  | 256  | 239  | 219  | 302  | 220  |

| 1962 | 1968 | 1975 | 1982 | 1990 | 1999 | 2006 | 2008 | 2013 |
| ---- | ---- | ---- | ---- | ---- | ---- | ---- | ---- | ---- |
| 209  | 185  | 142  | 139  | 116  | 128  | 148  | 154  | 186  |

| 2018 | 2022 | - | - | - | - | - | - | - |
| ---- | ---- | - | - | - | - | - | - | - |
| 195  | 194  | - | - | - | - | - | - | - |

## Lieux et monuments
- Église Sainte-Anne en pierre (XVIIe – XVIIIe siècles), clocher en bâtière et cadran solaire sur un transept. Elle a remplacé une chapelle qui était située dans un lieu voisin appelé le Clos-Campin. L'église abrite un groupe sculptée sainte Anne et la Vierge du XIVe, les statues de saint Jean-Baptiste (XVe) et de saint Jacques le majeur (XIVe) classées au titre objet aux monuments historiques[31], ainsi que les tableaux : sainte Anne et la Vierge (XVIIIe), Dieu le Père (XVIIe), présentation de la Sainte Famille au Temple (XVIIe), saint Cœur de Marie (XIXe), une verrière (XIXe) de Mauméjean et un bénitier (XVIIe).

Cette église dépend de la paroisse Saint-Pierre-et-Saint-Paul du doyenné du Pays de Granville-Villedieu.
- Croix de cimetière (1663), calvaire (1925).
- Château d'Équilly dit le Logis d'Équilly (XIe, XVIIe – XIXe siècles), près de l'église, classé site protégé depuis 1947. Cette ancienne seigneurie comprend logis principal, colombier, moulin, parc, bois et étangs. À noter, un beau cadran solaire.

Il eut notamment pour propriétaires, Auguste Regnault de Prémesnil, polytechnicien et capitaine du Génie en 1841, puis son fils Charles (1837-1908), vice-amiral et inspecteur général de la Marine et ses petits-fils Jacques (1874-1957), général, et Jean (1880-1971), général de brigade.
- Pont médiéval du moulin Datin qui relie La Meurdraquière à Équilly.

Église Sainte-Anne
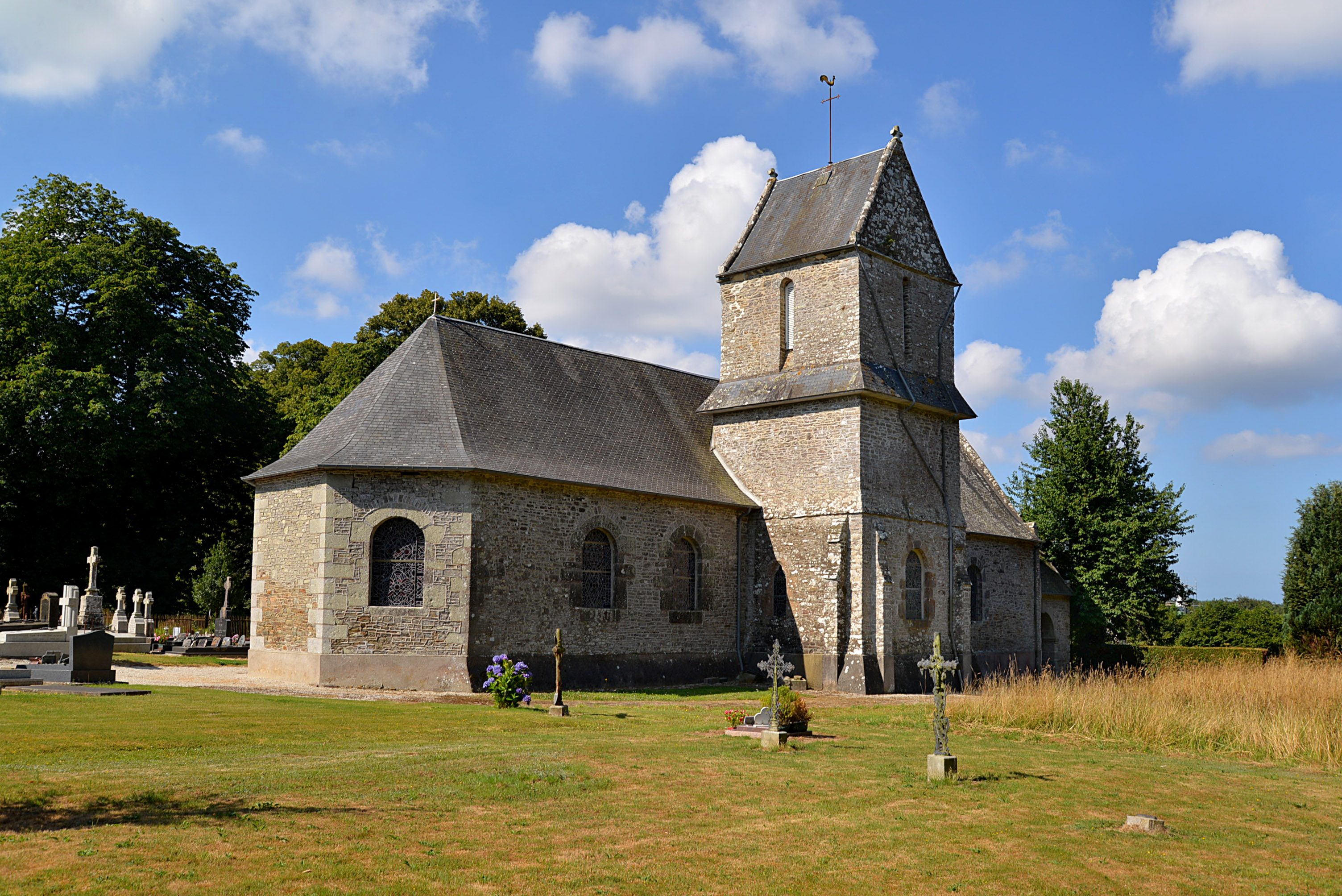
L’église.
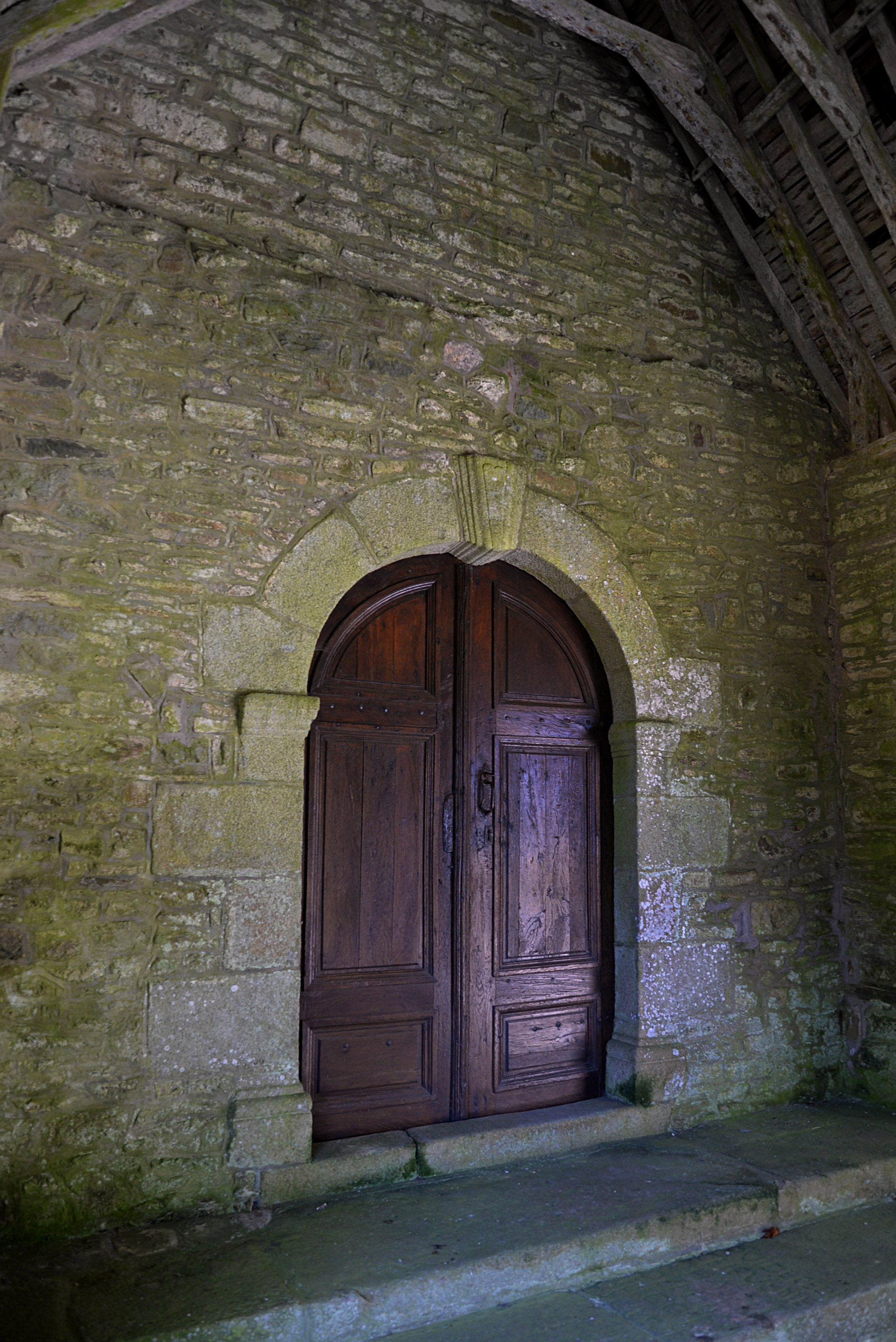
Le portail ouest.